# Varendra
El regne de Varendra, originat en la rebel·lió dita de Varendra o dels Kaivartes, fou un efímer regne del nord de Bengala escindit del domini de l'Imperi Pala sorgit d'una revolta contra el rei Mahipala II dirigida per Divya. Fou la primera rebel·lió exitosa de Bengala i també del subcontinent indi. Els rebels foren els kaivartes que van capturar Varendra (àrab Barind) regió avui dia a Bangladesh que incloïa la regió de Pundravardhana o Pundra (avui part de la divisió de Rangpur i la divisió de Rajshahi de Bangladesh) i que limitava amb el Ganges i el Mahananda per l'oest, el Karatoya per l'est, el Padma pel sud i les terres entre Cooch Behar i Terai al nord (segon Cunningham). Vers el 1082 el rei pala Rampala va aconseguir reconquerir el territori de Varendra derrotant el seu rei amb l'ajut dels vassalls veïns. Així va acabar la primera rebel·lió de Bengala.

## Antecedents
El kaivartes eren principalment comunitats de pescadors. Van establir la seva manera de viure pescant dels seus avantpassats. Però mentre els emperadors Pala eren no-violents en la seva fe religiosa, eren contraris a menjar peix i carn. Així que sempre provaven per descoratjar als kaivartes de pescar. Com a resultat, els kaivartas va ser insultats repetidament pels emperadors Pales. A més el rei Mahipala II va arrestar als seus dos germans Shurapala II i Rampala II quan va pujar al tron. Com a resultat, alguns vassalls dels dos prínceps arrestats també van participar en la rebel·lió.
La dinastia Pala és coneguda per ser una edat d'or de Bengala. Però després de l'edat daurada de Dharmapala i Devpala, els emperadors Pales van començar a perdre la seva glòria. El seu govern va esdevenir dèbil i la desorganització es va escampar. L'objectiu principal de la rebel·lió fou restaurar la seguretat.

## Duració
Es diu que la rebel·lió va tenir lloc de vers 1075 a 1082 en els regnats de Mahipala II i Rampala II.

## Revolta
Un funcionari dels Pales, Divya, va cridar a la revolució. Els kaivartes van respondre a la seva crida i els rebels fàcilment van poder apoderar-se de la regió de Varendra. Mentre els kaivartes molt experts en bots, van capitalitzar la guerra naval. Mahipala II va resultar mort pels rebels i els exèrcits Pala van ser forçats a retrocedir. Com a resultat, Varendra va ser declarat un estat separat per Divya, el cap rebel. Després de la mort de Divya, el seu germà Ruddoka i després el fill d'aquest, Vima van ser declarats reis de Varendra. Vima es va establir com a governant exitós i expert. Va convertir l'agitat Varendra en un estat prosper. L'anomenat pilat de Kaivarta encara està aixecat a Dinajpur a Bangladesh com a signe de la efímera dinastia.

## Reconquesta de Varendra
Veient la prosperitat de Varendra i la popularitat de Vima, Rampala estava preocupat quan va ascendir al tron. Tenia por de perdre encara més territori Pala. A causa d'això es va dirigir als vassalls veïns i els va oferir molts diners i propietats a canvi de la seva ajuda en la guerra. Fou difícil per Vima i l'estat recent format de Varendra de defensar-se contra l'exèrcit combinat de Rampala i dels seus vassalls. Vima fou derrotat i va ser capturat durant la batalla a la riba nord del Ganges. Els exèrcits pales van saquejar els tresors de Varendra.
Quan Vima va ser empresonat, el seu fidel ajudant Hari va reorganitzar l'exèrcit i va atacar a Rampala un altre cop. Quan Hari estava a punt d'obtenir la victòria, Rampala el va subornar amb riqueses. Així, el somni de llibertat de Varendra va desaparèixer i Varendra va passar altre cop a l'imperi Pala.

## Judici de Vima
Els líders kaivartes van ser castigats severament de manera que la comunitat no podria gosar altre cop a rebel·lar-se. La família de Vima va ser morta davant de Vima i més tard el propi Vima fou assassinat.